# Arngrímur Jónsson
Arngrímur Jónsson den lärde (isländska: Arngrímur Jónsson lærði), född 1568, död 1648, var en isländsk präst, vetenskapsman och författare. Hans porträtt fanns förr på den isländska 10-krónursedeln. 
Arngrímur Jónsson var stamfar till släkten Vídalín, vars namn kommer från Víðidalur där han var född. Han var farfar till Jón Vídalín och morfar till Páll Vídalín.
Arngrímur fick sin utbildning i Köpenhamn, dit han kom som 17-åring 1585. Under åren 1589–98 var han rektor vid den lärda skolan i Hólar, och från och med 1590 också kyrkoherde på Melstaður i Húnavatnssýsla. Från 1596 och fram till 1628 var han vikarie (officialis) för den sjuklige biskopen Guðbrandur Þorláksson, och var därmed stiftets verklige styresman.
På uppdrag av den danska regeringen letade Arngrímur upp fornisländska handskrifter, vilka han dels skickade till Köpenhamn, dels kortfattat översatte till latin för den kunglige historiografens räkning. Han översände också skrifter till Ole Worm och Stephen Hansen Stephanius, till exempel Codex Wormianus (med Snorres Edda) och Vatnshorns handskrifter av fjorton islänningasagor. Arngríms latinska översättningar av dessa verk är – trots att de ofta är ganska summariska – av mycket stort värde eftersom flera av originalskrifterna senare gick förlorade i den stora branden i Köpenhamn 1728. Ett av de många verk som då gick upp i rök var Sköldungasagan, varför Arngríms översättning nu är en viktig källskrift till denna saga. 
De viktigaste av Arngríms egna arbeten skrevs på latin. Det äldsta av dem är Brevis commentarius Islandiæ (1593), vilket senare omarbetades och utvidgades till Crymogæa, sive rerum islandicarum libri tres (1609). Verket ger en livlig och faktaspäckad framställning av Islands geografi, etnografi, historia och litteratur, och skrevs delvis som svar på utländska skrifter vari han ansåg att hans fosterland hade blivit förtalat. 
En översikt över Islands historia lämnas i det i Republiken Förenade Nederländerna tryckta Specimen Islandiæ historicum (1643). Därjämte skrev han också en liten bok Grœnlandia, där han ur åtskilliga sagor och annaler har samlat en mängd underrättelser om den nordiska kolonisationen på Grönland.
Arngrímur var också skald och skrev dikter på både isländska och latin. Vidare utgav han en samling predikningar 1619. Hans brev till den danske antikvarien Ole Worm finns tryckta i Olai Wormii et ad eum doctorum virorum epistolæ (1751).
Arngrímur var illa omtyckt av sina landsmän, eftersom han ansågs vara högmodig och härsklysten. Men hans verksamhet gjorde honom känd och aktad i utlandet, och ökade omvärldens intresse för hemlandets litterära arv. Med full rätt kan han betecknas som upphovsman till den isländska renässans, som kom att sätta djupa spår också i Danmarks och Sveriges historia.